# Mensualiteit
Mensualiteit is een ander woord voor "een vast maandelijks bedrag". De term wordt meestal gebruikt in verband met kredieten die terugbetaald worden via vaste maandelijkse bedragen. Het is dus vergelijkbaar met een annuïteit, een vast jaarlijks bedrag.
De term is vooral in België gangbaar. In Nederland kent men het begrip mensualiteit niet, en gebruikt men annuïteit zowel voor een jaarlijks als maandelijks terug te betalen bedrag.